# Raggarbil

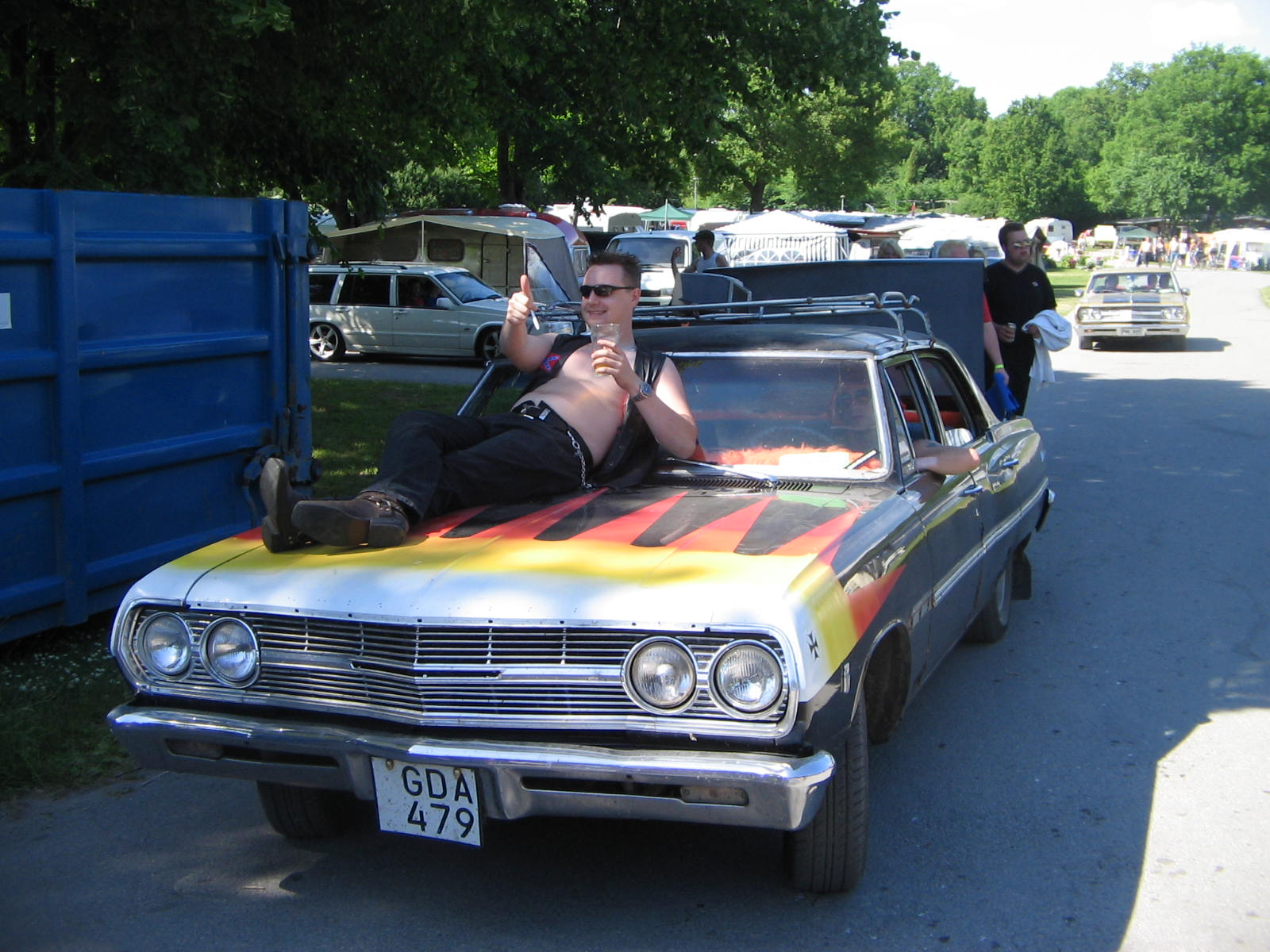
Raggare på en 1965 års Chevrolet Chevelle, 4-dörrars stolpe, lackerad med flamliknande scallops.

Raggarbil är ett begrepp som ofta används för att specificera stora amerikanska bilar från 1950-, 1960- och 1970-talen med kraftiga motorer, i regel försedd med en V8-motor. Uttrycket raggarbil används ofta för att snabbare beskriva fina amerikanska bilar, på svenska kallade amerikanare eller jänkare. Raggarbilar är populära bland raggare.
Största bilträffen för amerikanska bilar i Sverige är Västerås Summer meet i Västerås, som första helgen i juli månad varje år samlar mängder med besökare. Det är för övrigt världens största bilträff för just amerikanska bilar.